# Phortica watanabei
Phortica watanabei är en tvåvingeart som först beskrevs av Maca och Lin 1993.  Phortica watanabei ingår i släktet Phortica och familjen daggflugor.
Artens utbredningsområde är Taiwan. Inga underarter finns listade i Catalogue of Life.